# Екатерина Бранденбургская
Екатерина Бранденбургская (нем. Katharina von Brandenburg; венг. Katalin Brandenburgi; 28 мая 1602, Кёнигсберг — 27 августа 1644, Шёнинген) — принцесса Бранденбургская, в замужестве княгиня Трансильвании и герцогиня Саксен-Лауэнбурга. В 1629—1630 была официальной правительницей Трансильвании, добровольно отказалась от власти. Несостоявшаяся невеста царя Михаила Фёдоровича.

## Биография
Екатерина — дочь курфюрста Бранденбурга Иоганна Сигизмунда и его супруги Анны Прусской, дочери герцога Пруссии Альбрехта Фридриха. В 1623 году, когда Екатерина находилась в гостях у своей сестры Марии Элеоноры, к ней безуспешно сватался царь Михаил Фёдорович.
2 марта 1626 года в Кошице Екатерина вышла замуж за князя Трансильвании Габора Бетлена. Ещё при жизни своего мужа в 1626 году Екатерина была избрана княгиней Трансильвании и была признана его преемницей. Титул княгини был подтверждён Портой. Из-за симпатий к католицизму, романа с Иштваном Чаки и недостаточной твёрдости в решении властных конфликтов, она отреклась от власти в ответ на жёсткую критику, высказанную ландтагом в Медиаше и требования отставки со стороны сословий в Клуж-Напоке.
В Трансильвании Екатерине наследовал её деверь Иштван Бетлен, который также отрёкся от власти через несколько недель. Следующий правитель Трансильвании Дьёрдь I Ракоци лишил Екатерину замка и владений в Фэгэраше, единственного имущества, которое у неё оставалось по завещанию её мужа. Ракоци вынудил Екатерину усыновить своего сына Дьёрдя II.
Екатерина удалилась в Секешфехервар и в своих вдовьих владениях в Токае перешла в католичество. Император Фердинанд II вслед за этим вернул ей её наследные владения.
Вторым мужем Екатерины стал герцог Франц Карл Саксен-Лауэнбургский (1594—1660). Екатерина продала все свои венгерские владения и переехала в Германию. Она умерла в 1644 году в замке Шёнинген, где вдовствовала её сестра Анна София Бранденбургская. Оба брака Екатерины остались бездетными.